# Palazzo Piria
Il Palazzo Piria è un edificio storico di Montevideo, capitale dell'Uruguay, sede della Corte suprema di giustizia dell'Uruguay.

## Storia
Progettato dall'architetto francese Camille Gardelle, ex-alunno della Scuola di Belle Arti di Parigi, il palazzo venne costruito nel 1917.
Il primo proprietario del palazzo fu l'imprenditore e filantropo italo-uruguayano Francesco Piria, il quale vi abitò fino alla sua morte, sopraggiunta nel 1933.